# Prémio Teen Choice de melhor filme dramático

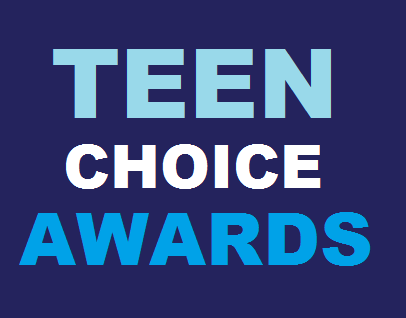
O logo, em 2012, de Teen Choice Awards

O Prémio Teen Choice de Melhor Filme – Drama (em inglês: Teen Choice Award for Choice Movie – Drama), é um dos prêmios apresentados anualmente pela FOX. O que se segue é uma lista de filmes vencedores e nomeados ao Teen Choice Awards para tal categoria.
- Os vencedores estão em negrito

## Vencedores e nomeados

### 1999
| Ano  | Vencedor         | Nomeados | Ref.  |
| ---- | ---------------- | --- | ----- |
| 1999 | Cruel Intentions | - Enemy of the State - Ever After: A Cinderella Story - October Sky - Pleasantville - Star Wars: Episode I – The Phantom Menace - Stepmom - Varsity Blues | [ 1 ] |

### 2000
| Ano   | Vencedor                            | Nomeados | Ref.        |
| ----- | ----------------------------------- | --- | ----------- |
| 2000  | The Sixth Sense                     | - American Beauty - The Beach - The Cider House Rules - Girl, Interrupted - Love & Basketball - Romeo Must Die - The Talented Mr. Ripley                                                                             | [ 2 ]       |
| 2001† | Pearl Harbor                        | - Almost Famous - A Knight's Tale - Lara Croft: Tomb Raider - The Mummy Returns - Remember the Titans - Save the Last Dance - Vertical Limit                                                                         | [ 3 ]       |
| 2002† | Spider-Man                          | - A Beautiful Mind - Black Hawk Down - Harry Potter and the Philosopher's Stone - The Lord of the Rings: The Fellowship of the Ring - Men in Black II - Moulin Rouge! - Star Wars: Episode II – Attack of the Clones | [ 4 ]       |
| 2005  | The Notebook                        | - The Aviator - Coach Carter - Finding Neverland - Friday Night Lights - Garden State - Ladder 49 - The Sisterhood of the Traveling Pants                                                                            | [ 5 ]       |
| 2006  | Harry Potter and the Goblet of Fire | - Flightplan - Goal! - Pride & Prejudice - Take the Lead - Walk the Line | [ 6 ]       |
| 2007  | The Pursuit of Happyness            | - The Departed - The Guardian - Step Up - Stomp the Yard | [ 7 ] [ 8 ] |
| 2008  | Step Up 2: The Streets              | - 21 - August Rush - Into the Wild - Stop-Loss | [ 9 ]       |
| 2009  | Twilight                            | - Angels & Demons - The Curious Case of Benjamin Button - Obsessed - Slumdog Millionaire | [ 10 ]      |

† - Ano atribuído estava sob Choice Movie - Ação / Drama.

### 2010
| Ano  | Vencedor                        | Nomeados                                                                                                   | Ref.          |
| ---- | ------------------------------- | --- | ------------- |
| 2010 | The Blind Side                  | - Dear John - The Last Song - Remember Me - The Runaways                                                   | [ 11 ]        |
| 2011 | Black Swan                      | - Limitless - The Roommate - Soul Surfer - Water for Elephants                                             | [ 12 ]        |
| 2012 | The Lucky One                   | - Drive - The Help - The Vow - We Bought a Zoo                                                             | [ 13 ]        |
| 2013 | The Perks of Being a Wallflower | - Argo - The Great Gatsby - The Impossible - Les Misérables                                                | [ 14 ]        |
| 2014 | The Fault in Our Stars          | - American Hustle - Heaven Is for Real - Million Dollar Arm - Veronica Mars                                | [ 15 ]        |
| 2015 | If I Stay                       | - The Age of Adaline - Fury - The Longest Ride - McFarland, USA - The Theory of Everything                 | [ 16 ]        |
| 2016 | Miracles from Heaven            | - 10 Cloverfield Lane - Creed - The Martian - Point Break - Straight Outta Compton                         | [ 17 ] [ 18 ] |
| 2017 | Everything, Everything          | - The Edge of Seventeen - The Shack - Gifted - Hidden Figures - Before I Fall                              | [ 19 ]        |
| 2018 | The Greatest Showman            | - A Quiet Place - Midnight Sun - Murder on the Orient Express - Truth or Dare - Wonder                     | [ 20 ]        |
| 2019 | After                           | - Bohemian Rhapsody - Breakthrough - Five Feet Apart - The Hate U Give - To All the Boys I've Loved Before | [ 21 ]        |